# 13 Puppis
13 Puppis, som är stjärnans Flamsteed-beteckning, eller HD 66141, är en dubbelstjärna, belägen i den södra delen av stjärnbilden Lilla hunden och har även Bayer-beteckningen Lambda Leonis. Den har en skenbar magnitud av ca 4,39 och är svagt synlig för blotta ögat där ljusföroreningar ej förekommer. Baserat på parallax enligt Gaia Data Release 2 på ca 14,7 mas, beräknas den befinna sig på ett avstånd på ca 222 ljusår (ca 68 parsek) från solen. Den rör sig bort från solen med en heliocentrisk radialhastighet på ca 72 km/s.
När stjärnan först katalogiserades räknades den till stjärnbilden Akterskeppet och benämndes "13 Puppis". Den flyttades senare till Lilla hunden. Bode gav det Bayer-beteckningen av Lambda Canis Minoris.

## Egenskaper
Primärstjärnan i 13 Puppis är en orange till gul jättestjärna av spektralklass K2 III. Den har en massa som är ca 1,1 solmassor, en radie som är ca 21 solradier och utsänder från dess fotosfär ca 174 gånger mera energi än solen vid en effektiv temperatur av ca 4 300 K. Under åren 2003 till 2012 fördunklade stjärnfläckar med jämna mellanrum stjärnans ljus.

## Planetsystem
Från december 2003 till januari 2012, observerade teamet B.-C. Lee, I. Han och M.-G. Park "HD 66141" med "Bohyunsan Observatory Echelle Spectrograph (BOES) vid Bohyunsan Optical Astronomy Observatory (BOAO)". År 2012 fastställde de genom observation av radiell hastighet, att en planet med en vid omloppsbana kretsar kring stjärnan. Detta publicerades i november samma år.